# Domenico Beneventi
Domenico Beneventi (ur. 18 lutego 1974 w Castelmezzano) – włoski duchowny katolicki, biskup San Marino-Montefeltro od 2024.

## Życiorys
Święcenia kapłańskie otrzymał 3 lipca 1999 i został inkardynowany do archidiecezji Acerenza. W latach 2000–2023 kierował kurialnym wydziałem ds. duszpasterstwa młodzieży, był jednocześnie duszpasterzem parafialnym na terenie prowincji Potenza. Pełnił także funkcje m.in. wykładowcy instytutu teologicznego przy archidiecezjalnym seminarium oraz dyrektora kurialnego wydziału katechetycznego.
3 lutego 2024 papież Franciszek mianował go ordynariuszem diecezji San Marino-Montefeltro. 
20 kwietnia 2024 otrzymał święcenia biskupie w Katedrze Wniebowzięcia NMP i św. Kaniusa w Acerenzie. Udzielił mu ich arcybiskup Acerenzy Francesco Sirufo. Rozpoczęcie posługi i ingres do katedry diecezjalnej odbył się 18 maja 2024.